# کمپن، آلمان
شهر کمپن، آلمان (به آلمانی: Kempen, Germany) در ایالت نوردراین-وستفالن در کشور آلمان واقع شده‌است.

## نگارخانه

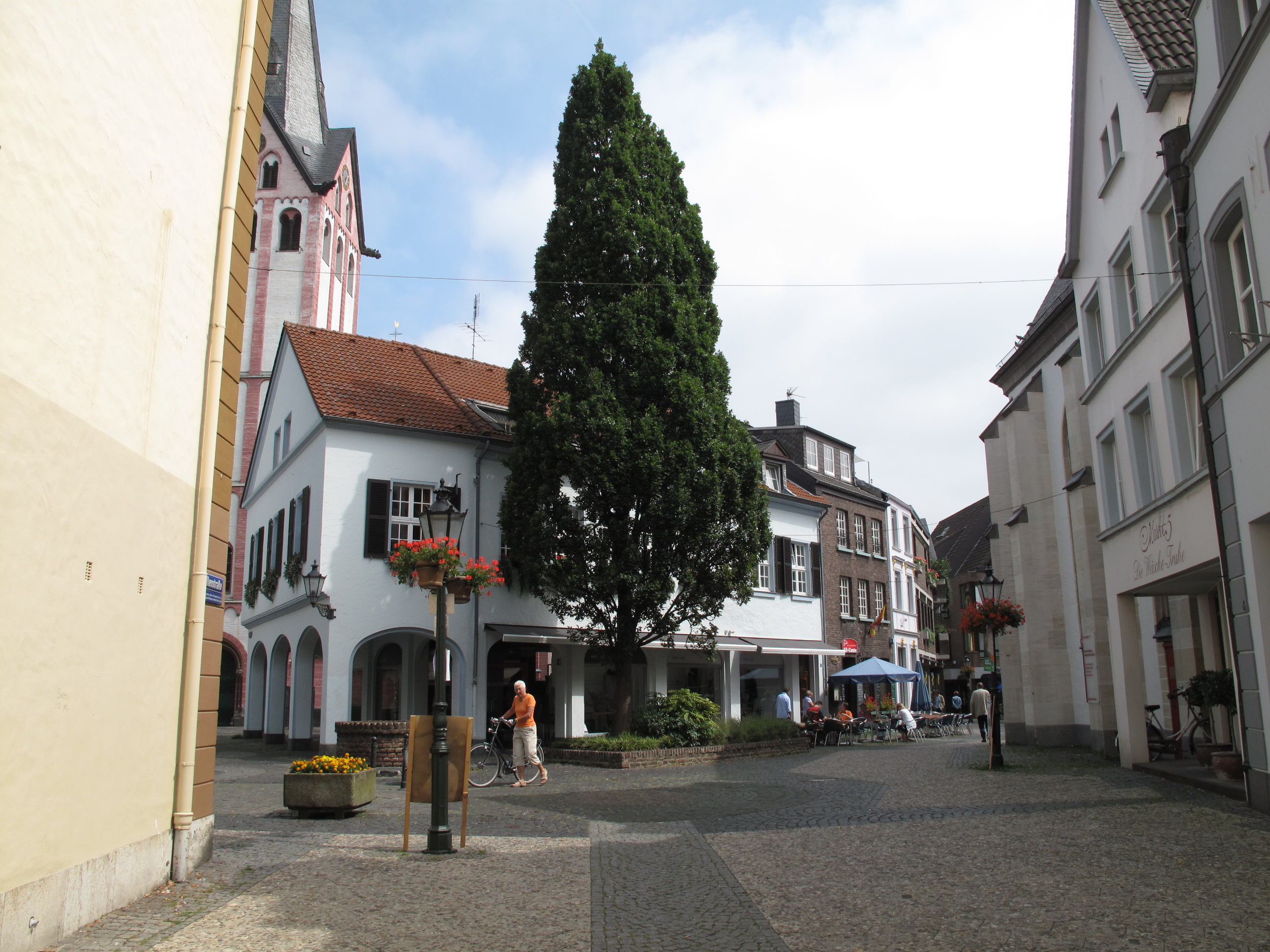
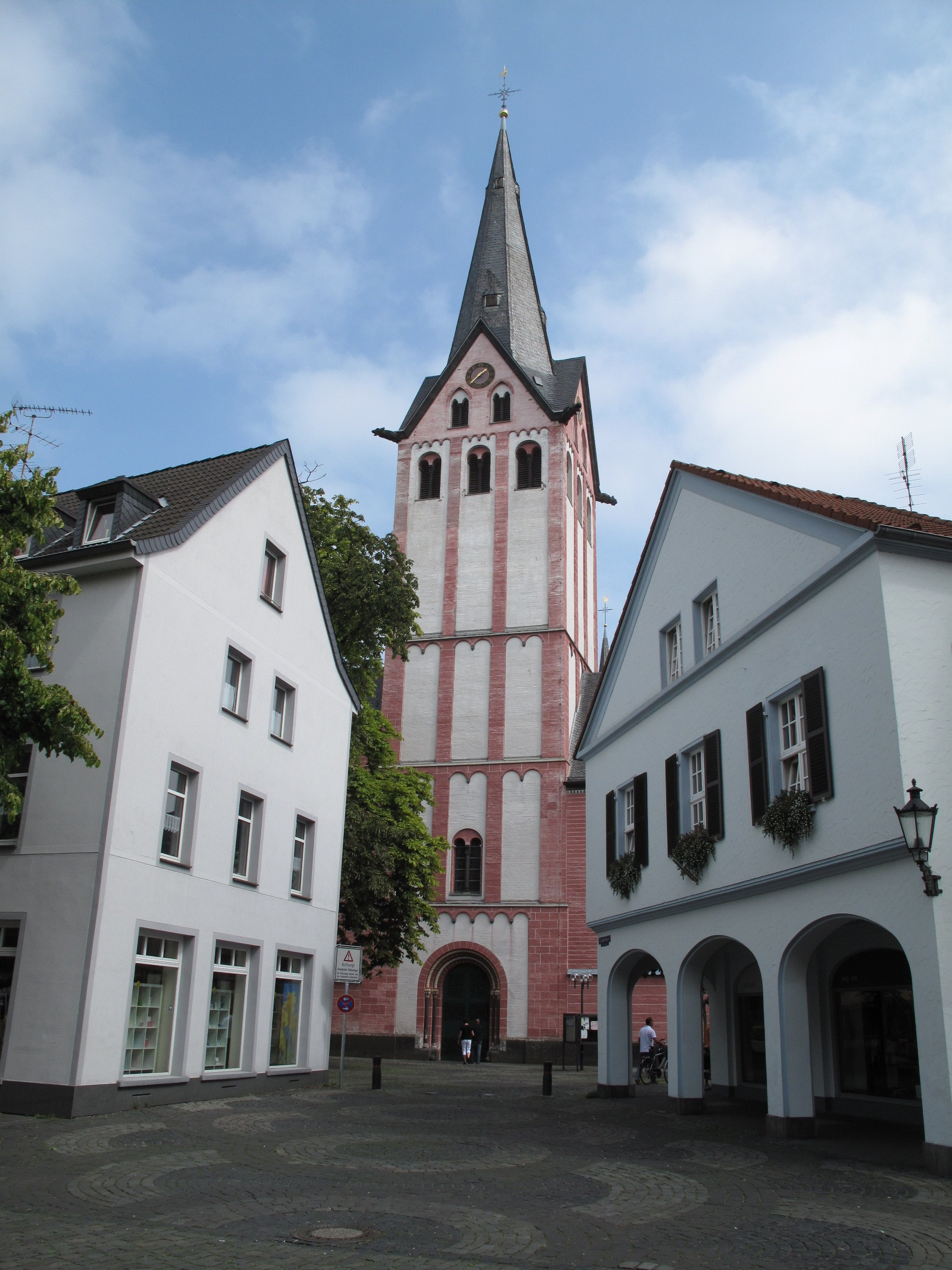
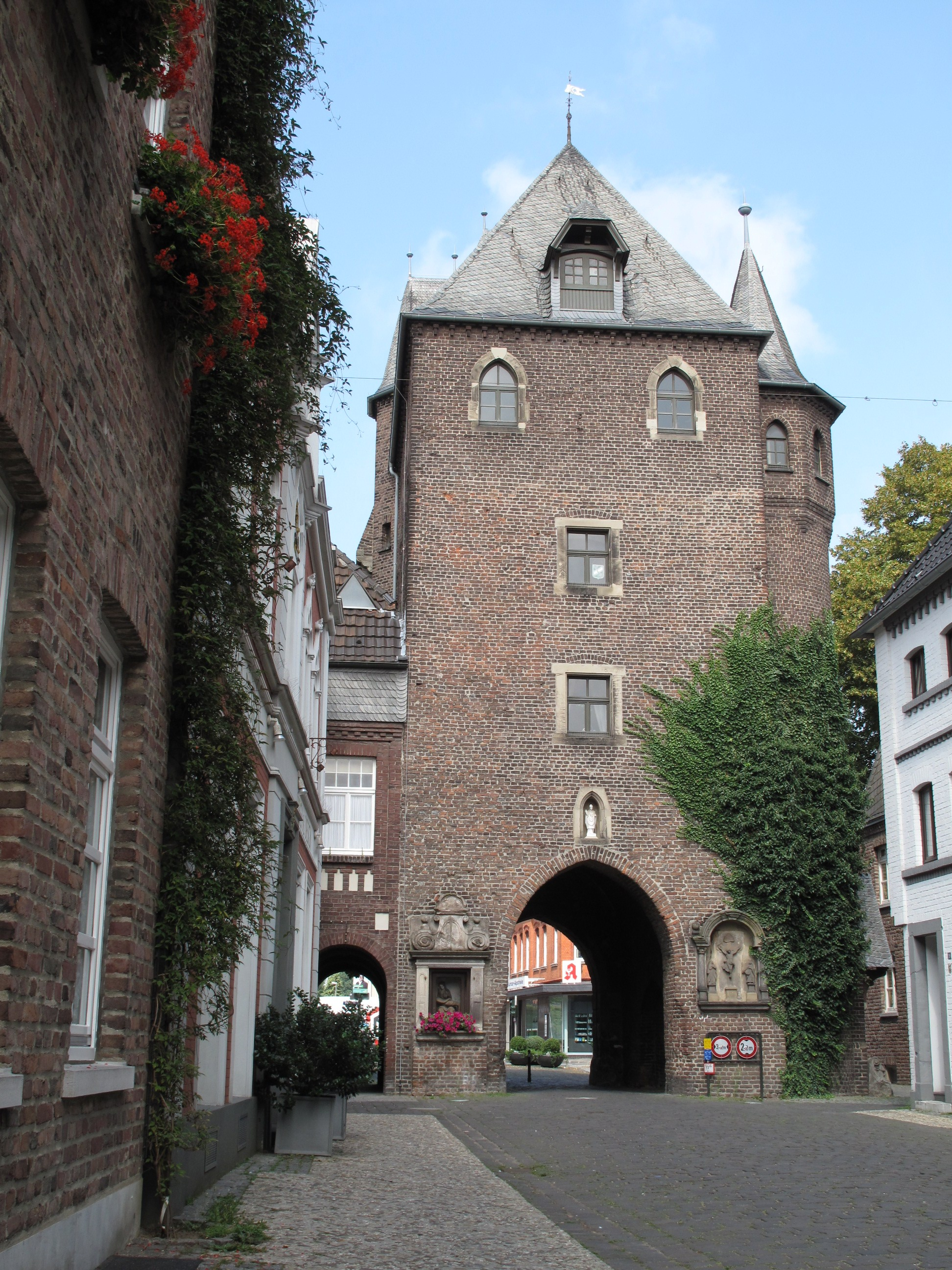
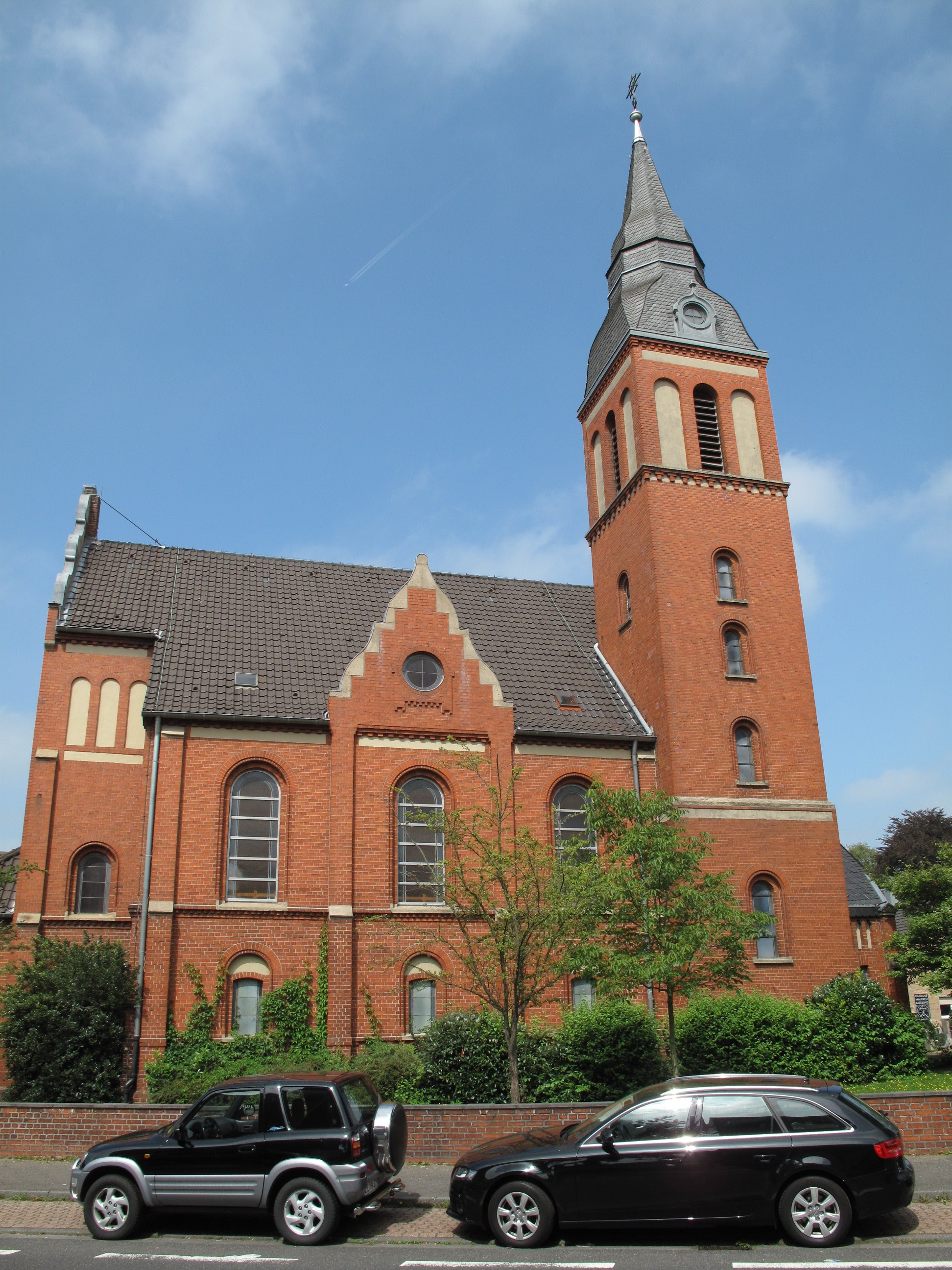